# Cydia pyrivora
The Pear fruit moth or Pear tortricid (Cydia pyrivora) là một loài bướm đêm thuộc họ Tortricidae. Nó được tìm thấy ở Latvia, Cộng hòa Séc, Slovakia, Sardegna, Sicilia, the Italian mainland, Áo, Hungary, Nam Tư, România, Bulgaria, Algérie, the island of Kríti in Hy Lạp, Ukraina và miền nam và central Nga.
Sải cánh dài 17–22 mm. Con trưởng thành bay vào the second half of tháng 6 in Áo và từ tháng 5 đến tháng 6 in Nga. Có một lứa một năm.
Ấu trùng ăn Pyrus species.